# 本斗西能登呂岬線
本斗西能登呂岬線（ほんとにしのとろみさきせん）は、かつて樺太に存在した樺太庁道であり、本斗郡本斗町から留多加郡能登呂村を結んでいた。

## 概要
- 総延長 97.2km
- 幅員 最幅 5.5m 最狭 3.6m

## 経由地
- 本斗郡本斗町 - 内幌町 - 好仁村 - 留多加郡能登呂村

## 接続道路
- 本斗郡本斗町
  - 本斗安別線
- 留多加郡能登呂村
  - 新場西能登呂岬線